# Nơi cư trú
Theo luật, nhà ở (cũng là nơi cư trú, nơi ở) là một đơn vị nhà ở khép kín được sử dụng bởi một hoặc nhiều hộ gia đình như nhà, chẳng hạn như nhà, căn hộ, nhà di động, nhà thuyền, phương tiện hoặc cấu trúc ''đáng kể'' khác. Một nơi cư ngụ thường bao gồm những nơi phụ ở gần đó, nhà kho, vv... trong các phần bao quanh thuộc tài sản, trừ bất kỳ các vật khác ở ngoài phần đó. Nó có ý nghĩa liên quan đến tìm kiếm và thu giữ, chuyển tải bất động sản, trộm cắp, xâm phạm và lập kế hoạch sử dụng đất.

## Định nghĩa pháp lý
Định nghĩa pháp lý khác nhau tùy theo thẩm quyền.

### ''Nhà ở''(Anh và xứ Wales)
Theo luật của Anh, nhà ở được định nghĩa là một đơn vị nhà ở ''đáng kể'', chẳng hạn như một tòa nhà, một phần của tòa nhà, đoàn lữ hành, nhà thuyền hoặc nhà di động khác. Một cái lều thường không được coi là đáng kể.

### ''Nhà ở''(Bắc Carolina)
Theo N.C. Gen. Thống kê § 160A-442, "Nhà ở" có nghĩa là bất kỳ tòa nhà, cấu trúc, nhà sản xuất hoặc nhà di động, hoặc một phần của chúng, được sử dụng và chiếm dụng để ở của con người, hoặc dự định sẽ được sử dụng, và bao gồm bất kỳ nhà ở và phụ kiện nào thuộc về hoặc thường được hưởng, ngoại trừ việc nó không bao gồm bất kỳ ngôi nhà sản xuất hoặc nhà di động nào, chỉ được sử dụng cho mục đích nghỉ mát theo mùa".
Theo N.C Gen. Thống kê § 53-244.030, "Nhà ở" có nghĩa là một cấu trúc nhà ở có chứa một đến bốn đơn vị, cho dù cấu trúc đó có được gắn với bất động sản hay không. Thuật ngữ này bao gồm một đơn vị nhà chung cư riêng lẻ, đơn vị hợp tác, nhà sản xuất, nhà di động hoặc xe kéo nếu nó được sử dụng làm nơi cư trú. Theo luật của Oregon, "nhà ở" được định nghĩa là "tòa nhà thường xuyên hoặc không liên tục bị chiếm giữ bởi một người ở đó vào ban đêm, cho dù một người có thực sự có mặt hay không. Hoa Kỳ v. Adams, ứng dụng Mỹ 2009 LEXIS 25866 (thứ 9 Cir. Or. Ngày 25 tháng 11 năm 2009)

### ''Nơi cư trú''(luật pháp quốc tế)
Trong các công ước quốc tế, một người chỉ có thể có một nơi cư trú, là nơi mà cá nhân thường trú và thường xuyên quay trở lại sau khi đến những nơi khác trong một khoảng thời gian hợp lý. Nó được sử dụng để xác định luật cần được áp dụng để xác định tranh chấp pháp lý nhất định. Hội nghị Hague về Luật quốc tế tư nhân đã cố tình kiềm chế đưa ra một định nghĩa để khái niệm này có thể linh hoạt và thích ứng với các yêu cầu thực tế.

### ''Nhà ở''(nhiều tiểu bang ở Hoa Kỳ)
Ở California, bộ luật hình sự số 246 đề cập đến việc bắn súng vào nhà ở có người ở. Mã này quy định rằng "nhà ở" (thường được gọi là nhà) là "có người ở" nếu một người sống trong đó; nó không liên quan cho dù có ai có mặt. Một ngôi nhà, tòa nhà hoặc cấu trúc không được coi là "có người ở" hoặc "bị chiếm đóng" nếu người cư ngụ đã chuyển đi hoặc bỏ trống và không có ý định quay lại, ngay cả khi tài sản cá nhân bị bỏ lại. Do đó, nó sẽ không còn được coi là nhà ở cho các mục đích pháp lý, mà theo quan điểm quốc phòng, sẽ phủ nhận một niềm tin theo quy tắc này. Đối với các công tố viên, thuận lợi để hiểu các điều khoản này một cách lỏng lẻo để bảo đảm càng nhiều tiền án càng tốt cho việc vi phạm mã này. Ví dụ về giải thích lỏng lẻo không chỉ tồn tại ở California, mà còn ở các tiểu bang khác như Colorado nơi mã tương tự (Mã Colorado § 18-1-901 (3) (g)) được áp dụng trong các trường hợp ngay cả khi chụp tại nhà để xe riêng theo truyền thống không phải là nhà ở. Tuy nhiên, tòa án ở cả hai tiểu bang này và các tiểu bang khác đều cho rằng nó đủ điều kiện là một tòa nhà bị chiếm đóng cho các mục đích kết án hình sự.

### ''Phần bao quanh''(ranh giới) của một ngôi nhà
Theo luật, phần đất của một ngôi nhà là vùng đất ngay lập tức bao quanh nó, bao gồm bất kỳ tòa nhà và cấu trúc liên quan chặt chẽ nào. Nó phân định ranh giới trong đó chủ sở hữu nhà có thể có một kỳ vọng hợp lý về quyền riêng tư có liên quan đặc biệt đến tìm kiếm và thu giữ, chuyển tải bất động sản, trộm cắp, xâm phạm và lập kế hoạch sử dụng đất. Trong các tài sản đô thị, vị trí của vùng bao quanh có thể rõ ràng từ vị trí của hàng rào, tường và tương tự; trong các tài sản lớn hơn, có thể là vấn đề của một số cuộc tranh luận pháp lý về việc khu vực tư nhân kết thúc.